# Bitva u Ulan Butungu
Bitva u Ulan Butung ve dnech 1. – 5. srpna 1690 byla jednou z bitev džúngarsko-čchingských válek mezi armádou Džúngarského chanátu v čele s chánem Galdanem a vojskem říše Čching, které vedl mandžuský princ Fu-čchüan. Přestože Čchingové měli pětinásobnou převahu, nebyli schopni rozdrtit džúngarské vojsko, které v pořádku ustoupilo.

## Před bojem
Po porážce čchingské armády v bitvě u jezera Ologoj v létě 1690 džúngarská armáda v čele s chánem Galdanem postoupila na jih, do oblasti Šara-muren. Poté, co přišly zprávy o povstání proti Galdanovi v Džúngarsku vedeném jeho příbuzným Cevan-Rabdanem, začal se Galdan vracet na sever. Proti Galdanovi čchingský císař Kchang-si vyslal dvě armády – levého křídla z Ku-pej-kchou a pravého křídla ze Si-feng-kchou, přičemž osobně vyjel do pole. Galdan se obával přímé konfrontace a pokusil se zahájit rozhovory. Nicméně 1. srpna čchingský průzkum objevil džúngarskou armádu na břehu řeky u Ulan Butungu.

## Bitva
Džúngaři rozmístili své oddíly v lese na vysokém břehu řeky, své postavení „opevnili“ položenými velbloudy. Čchingská armáda upoutala střed Džúngarů přestřelkou z děl a ručnic, zatímco zaútočila na křídlech. Čchingskému levému křídlu se podařilo překročit řeku a zahnat Džúngary, ale na pravém křídle útok čchingského jezdectva uvázl v bažinách, načež ho džúngarský protiútok zahnal zpět. Čchingské vojsko se tak nebylo schopno udržet na nepřátelském břehu a k večeru ustoupilo.
Zničené velbloudí opevnění Džúngaři nahradili štíty z proutí a pokácenými stromy. Následující tři dny nezměnily situaci a Galdan v noci 5. srpna stáhl svou armádu a ustoupil na sever a potom směrem na Kobdo aniž by ho čchingská armáda pronásledovala.

## Následky bitvy
Galdan uchoval svou armádu v bitvě s nejlepším vojskem Dálného východu, které ho pětinásobně přečíslilo a bylo vyzbrojené silným delostřelectvem. Pod kontrolou Džúngarů zůstala část Chalchy (vnějšího Mongolska), přičemž zbytek byl ohrožován džúngarskými nájezdy.